# هارولد جي. بوين سينيور
هارولد جي. بوين سينيور (بالإنجليزية: Harold G. Bowen, Sr.)‏ هو ضابط أمريكي، ولد في 6 نوفمبر 1883 في بروفيدنس في الولايات المتحدة، وتوفي بنفس المكان في 1 أغسطس 1965.

## أنظر أيضًا
- لجنة بحوث الدفاع الوطني